# Смирнов, Андрей Вениаминович
Андрей Вениаминович Смирнов (род. 23 сентября 1970, Череповец, Вологодская область) — советский хоккеист, нападающий.

## Биография
Воспитанник череповецкого «Металлурга». Начинал играть в первенстве СССР в сезоне 1987/88 второй лиги за «Звезду» Ленинград и «Металлург». После следующего сезона, проведённого в «Металлурге», перешёл в «Торпедо» Ярославль. Большую часть сезона 1989/90 провёл в фарм-клубе ШВСМ во второй лиге, провёл семь матчей за «Торпедо» в чемпионате. Часть следующего сезона отыграл в ЦСКА. В дальнейшем выступал за «Торпедо» Ярославль (1991/92), «Металлург» / «Северсталь» Череповец (1991/92 — 1993/94, 1996/97), «Торпедо» Нижний Новгород (1994/95 — 1996/97), «Кристалл» Саратов (1997/98 — 1998/99, 1999/2000), «Липецк» (1998/99), «Кристалл» Электросталь (1999/2000).
Играл за любительский «Полный привод» Череповец (2002—2004).
С 2018 года — в «Северстали». Специалист по техническому обеспечению.